# A virtuális munka elve
A virtuális munka akkor merül fel, amikor a legkisebb hatás elvét alkalmazzuk a mechanikai rendszer erőinek és mozgásának tanulmányozására. Egy részecskére ható erő munkája más-más elmozdulásra más és más értékű. A lehetséges elmozdulások közül a részecske olyan pályán mozog, amelyen a hatás minimális, tehát az a pálya, amelyen a részecske halad, a minimális hatás elvének megfelelő. Egy virtuális elmozdulás során a részecskére ható erők által végzett mechanikai munkát virtuális munkának nevezzük. Történelmileg a virtuális munka elvét a hozzá tartozó variációszámítással együtt a szilárd testek rendszerének tanulmányozására hozták létre, de továbbfejlesztették a deformálható testek tanulmányozására is.

## Története
A virtuális munka elvének alkalmazása egészen a statika antik korbeli tanulmányozásáig nyúlik vissza, használták a görögök, arabok, latinok.
A 17. század több jeles jeles fizikusa felismerte a virtuális munka ötletének jelentőségét a statikai problémák megoldásában, mint Galilei, Descartes, Torricelli, Wallis és Huygens. A leibnizi elvvel dolgozva Johann Bernoulli rendszerbe foglalta a virtuális munka elvét. Bernoulli álláspontja a virtuális munka törvényével kapcsolatban megjelent az egyik Pierre Varignon-hoz írott levelében, amelyet később publikáltak a Nouvelle mécanique ou Statique második kötetében 1725-ben. 1743-ban D'Alembert publikálta a Traite de Dynamique c. művét, amelyben a virtuális munka törvényét, Bernoulli munkájából kiindulva, különböző dinamikai problémák megoldására használta. Az ő ötlete az volt, hogy alakítsuk át a dinamikai problémát statikai problémává tehetetlenségi erő bevezetésével. 1768-ban Lagrange a virtuális munka elvét egy sokkal hatékonyabb formában mutatta be általános koordinátákat bevezetve, ami alkalmas bármilyen egyensúlyi feltétellel kapcsolatos probléma megoldására a mechanikában.
Ez megjelent az 1788-ban publikált Méchanique Analitique c. művében. Habár Lagrange a legkisebb hatás elvét tartotta a műve legfontosabb eredményének, felismerte, hogy a virtuális munka elve sokkal alapvetőbb, az egész mechanika alapjának tekinthető. A modern felfogás szerint azonban a legkisebb hatás elve nem alkalmazható nem konzervatív erőtérben.

## A virtuális munka elve
A mechanikában az egyensúlyi helyzet tárgyalásánál a kényszererők megadása sok esetben bonyolult vagy nem lehetséges, ilyen esetekben alkalmazzuk a virtuális munka elvét. A virtuális munka elvének felhasználásával anélkül adható meg az egyensúlyfeltétel, hogy ismernénk a kényszererőket. Az elv az energiamegmaradás tételére épül, kidolgozása D’Alembert nevéhez fűződik.

## Maga az elv
Az elv tárgyalását kezdjük egy egyensúlyban lévő anyagi ponttal. Ahhoz, hogy a test egyensúlyban legyen szükséges, hogy a testre ható erők eredője {\displaystyle \mathbf {F=0} }. Képzeletben mozdítsuk el a testet egy igen kicsiny {\displaystyle \delta \mathbf {r} } távolsággal. Az ilyen  infinitezimálisan kicsi képzeletbeli elmozdulást nevezzük virtuális elmozdulásnak: a valóságos {\displaystyle \mathrm {d} \mathbf {r} } elmozdulástól a {\displaystyle \delta }-val különböztetjük meg. Míg a valós elmozduláshoz mindig időre van szükség, addig a virtuális elmozdulás esetében úgy tekintjük, hogy az elmozdulás ideje {\displaystyle \delta t=0}. (Úgy tekintjük, hogy virtuális elmozdulás "sebessége" végtelen.) Mint már láttuk, az egyensúlyfeltételből következik az {\displaystyle \mathbf {F=0} } egyenlőség, ami azt jelenti, hogy a végzett mechanikai munka {\displaystyle \delta L=\mathbf {F} \cdot \delta \mathbf {r=0} }. A {\displaystyle \delta L=\mathbf {F} \cdot \delta \mathbf {r} =0} összefüggés akkor és csakis akkor áll fent tetszőleges {\displaystyle \delta \mathbf {r} } esetén, ha {\displaystyle \mathbf {F=0} }, azaz kijelenthetjük, hogy egy test akkor és csakis akkor van egyensúlyban, ha a virtuális munka {\displaystyle \delta L=0}. A fenti megfogalmazás azért előnyös, mert így a fenti elvet általánosíthatjuk kényszerfeltételekre is. A fentiek alapján a kényszerfeltételeknek alávetett anyagi pont akkor van egyensúlyban, ha {\displaystyle \mathbf {(F+F')} \cdot \delta \mathbf {r} =0}, ahol {\displaystyle \mathbf {F} } a szabad erőt, {\displaystyle \mathbf {F'} } pedig a kényszererőt jelöli.
Virtuális elmozdulás alatt mindig a kényszerfeltétek által megengedett elmozdulást értünk, tehát a virtuális elmozdulás mindig a kényszert jelentő felület mentén történik, azaz a kényszererő merőleges az elmozdulásra, tehát mechanikai munkája zéró. A test akkor van egyensúlyi helyzetben, ha a szabad erők mechanikai munkája zéró.

## Példa

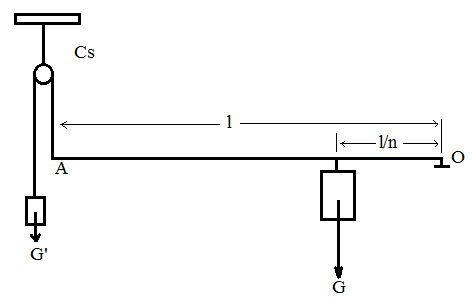

A jobb oldali ábrán egy {\displaystyle O} forgáspontban rögzített rúd látható, melyre az {\displaystyle O} ponttól {\displaystyle l/n} távolságra egy {\displaystyle \mathbf {G} } súlyú test van rögzítve. Az {\displaystyle O} ponttól {\displaystyle l} távolságban lévő {\displaystyle A} pontban egy a {\displaystyle CS} csigán átvetett kötél van rögzítve a rúdhoz, a kötél végén egy {\displaystyle \mathbf {G'} } súlyú testtel. Az a kérdés, hogy ha {\displaystyle \mathbf {G} } adott, akkor mekkorának kell lennie {\displaystyle \mathbf {G'} }-nek, hogy a rendszer egyensúlyban legyen. Képzeletben mozdítsuk ki a rudat az {\displaystyle A} pontban egy kicsiny {\displaystyle \delta \mathbf {r'} } távolsággal, mely a rúd {\displaystyle O} pont körüli kicsiny elfordulásának feleltethető meg. Beláthatjuk, hogy ez a kényszerfeltételek által valóban megengedett és hogy a {\displaystyle \mathbf {G} } súly helyén a {\displaystyle \delta \mathbf {r} } virtuális elmozdulást okozza. Feltételezve, hogy a rúd merev, az elfordulási szög vizsgálatából a {\displaystyle \delta \mathbf {r'} /l=\delta \mathbf {r} /(l/n)} egyenlőség ered, mely a következő alakra egyszerűsíthető: {\displaystyle \delta \mathbf {r'} =\delta \mathbf {r} \cdot n}. A virtuális munka elve alapján az egyensúlyi helyzetből való virtuális kitérés esetén a virtuális munka nulla, tehát {\displaystyle \mathbf {-G'} \cdot \delta \mathbf {r'} +\mathbf {G} \cdot \delta \mathbf {r} =0}, ahol {\displaystyle \mathbf {G} } és {\displaystyle \mathbf {G'} } skaláris formában szerepel. Felhasználva a {\displaystyle \delta \mathbf {r'} =\delta \mathbf {r} \cdot n} összefüggést, majd egyszerűsítve {\displaystyle \delta \mathbf {r} }-rel megkapjuk a megoldást, mely szerint {\displaystyle \mathbf {G'} =\mathbf {G} /n}. Ugyanerre a megoldásra jutunk, ha a feladatot nem a virtuális munka elve alapján, hanem a nyomatéki egyenletből kiindulva oldjuk meg.